# Ушат
Уша́т — большой сосуд для воды или других жидкостей, на верхней стороне которого с противоположных сторон расположены выступы с отверстиями или ручки («уши»), которые используются для переноски двумя или более людьми.
Деревянный ушат — открытое бондарное изделие, в котором уши образуются с помощью двух более длинных дощечек-клёпок, в их верхней выступающей части находятся отверстия для палки, используемой для переноски. Типичная ёмкость деревянного ушата — от 60 до 120 литров.
Металлический ушат (обычно для молока) имеет ёмкость 18 или 36 литров, выполняется из алюминия или стали (нержавеющей или лужёной декапированной), имеет ручки для переноски.